# Luposicya lupus
Luposicya lupus és una espècie de peix de la família dels gòbids i de l'ordre dels perciformes.

## Morfologia
- Els mascles poden assolir 3,5 cm de longitud total.[1][2]

## Hàbitat
És un peix marí, de clima temperat i associat als esculls de corall que viu fins als 15 m de fondària.

## Distribució geogràfica
Es troba a Austràlia, Chagos, Indonèsia, el Japó, Moçambic, Papua Nova Guinea i Tonga.

## Observacions
És inofensiu per als humans.